# Joseph von Werklein

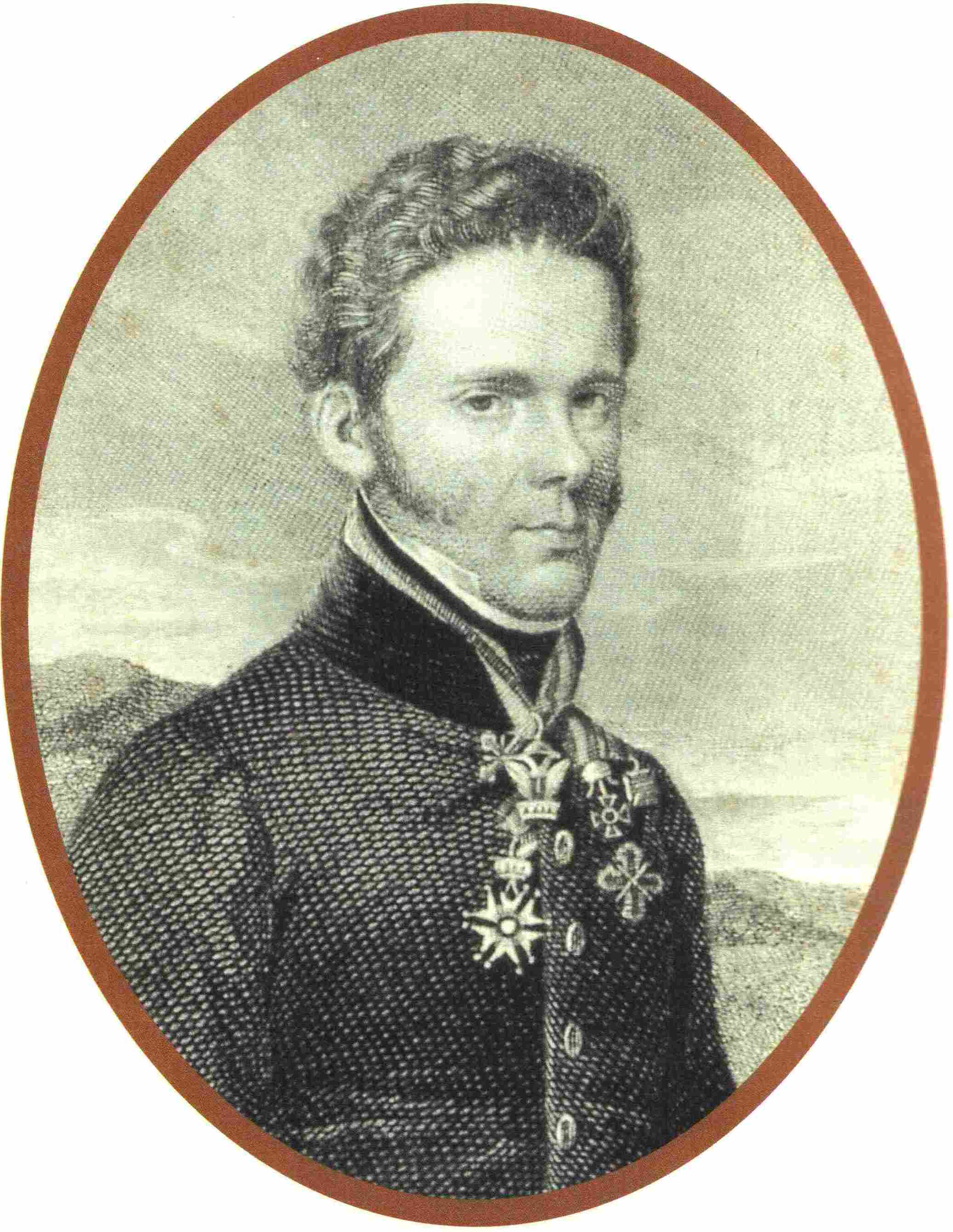
Retrato de Joseph von Werklein

El barón Joseph von Werklein (Lika-Senj, 1 de marzo de 1777-Viena, 4 de marzo de 1849) fue un militar y político austríaco que desarrolló su principal actividad en los estados italianos de Parma y Luca.

## Biografía
Nació en el seno de una familia noble croata de tradición militar. Ingresó en la Academia Militar de Wiener Neustadt. Al acabar su formación militar fue destinado al regimiento de infantería n.º 1 Archiduque Fernando del Ejército Imperial. Combatió contra la Francia revolucionaria y posteriormente el Primer Imperio francés. Destacó en las campañas de 1794-1797, 1799 y 1801. En 1805 fue destinado al estado mayor austríaco. En 1814 era jefe del estado mayor del general Nugent.
En marzo de 1815 fue nombrado gobernador civil y militar del ducado de Luca, entonces bajo ocupación austríaca.
En 1819 alcanzó el grado de coronel en el ejército imperial austríaco.
Posteriormente, en 1821 fue llamado por el primer ministro del ducado de Parma, el conde Adam Adalbert von Neipperg para ejercer como secretario de Estado. Tuvo que abandonar este puesto tras la revueltas liberales de 1830 en Parma. Huyó, refugiándose al otro lado del Po, en territorio austríaco.
Fue autor de algunos libros sobre política y ciencia militar.
Contrajo matrimonio en dos ocasiones:
- En 1822 con la condesa María Hoyos,
- y en 1826 con la condesa María Almassy Sfadany.

## Títulos y órdenes

### Títulos
- Barón (freiherr). (24 de abril de 1820, Imperio austríaco)[1][2]
- Barón del reino de Hungría.(22 de agosto de 1823, Imperio austríaco)[2]

### Órdenes
- Sagrada Orden Militar Constantiniana de San Jorge.[9] (1829, Ducado de Parma)
  - Senador de gran cruz.[9]
  - Comendador (1826)[7]
- Orden imperial de la Corona de Hierro. (Imperio austríaco)
  - Caballero de segunda clase. (19 de junio de 1818)[2][9]
  - Caballero de tercera clase. (12 de febrero de 1816)[2]

- Comendador de la orden imperial de Leopoldo.[9][10] (20 de mayo de 1814,[2] Imperio austríaco)
- Orden de San José. (Gran ducado de Toscana)
  - Comendador (1822)[7][9][11]
  - Caballero (6 de noviembre de 1815)[7]

## Obras
- Untersuchungen über den Dienst des Generalstabs; oder über das Detail bei der Führung der Kriegsheere: Nebst einem Entwurfe zur Dienstvorschrift für dieses Korps. [Investigaciones al servicio del Estado Mayor; o sobre el detalle en la gestión de los ejércitos de guerra: junto con un borrador del reglamento de servicio para este cuerpo.] (en alemán). Viena: Gedruckt und in Commission bei J. B. Wallishauser. 1823.
- Kriegskunst und Staatskunst oder auch angewandte Staatswirthschaftslehre: Ein Buch für Kriegs- und Staats-Beamte und für Alle, die sich dem öffentlichen Dienste widmen, so wie überhaupt für Alle Gebildete [El arte de la guerra y el arte de gobernar o también economía aplicada: un libro para la guerra y los funcionarios estatales y para todos los que se dedican al servicio público, así como para todas las personas educadas en general.] (en alemán). Stuttgart: Hallberger. 1836.